# Фіджі (море)
26°49′27″ пд. ш. 177°11′17″ сх. д. / 26.8242° пд. ш. 177.188° сх. д.
Фіджі — міжострівне море на південному заході Тихого океану. Названо морем умовно, через наявність у цьому районі глибокої западини.
На півночі море обмежене островами Фіджі, на сході — островами Кермадек, на півдні — Новою Зеландією і Тасмановим морем.
Площа 3177 тис. км². Середня глибина 2741 м, максимальна — 7633 м.
Температура поверхні води — від 18—23 °C на південному заході до 25—28 °C на півночі. Солоність 34,9—35,5 ‰.
Рельєф дна складний, підводні хребти і вулкани.
Найбільший порт — Сува (Фіджі).

## Клімат
Акваторія моря цілковито знаходиться в межах тропічного кліматичного поясу. Увесь рік панують тропічні повітряні маси. Сезонний хід температури повітря чітко відстежується. Переважають пасатні вітри. У теплий сезон утворюються тропічні циклони.

## Біологія
Акваторія моря на морські екорегіони островів Фіджі, Вануату, Тонга, Нової Каледонії зоогеографічної провінції центральної індо-пацифіки; Кермадек і Північно-східна Нова Зеландія — помірної Австралазії. У зоогеографічному відношенні донна фауна континентального шельфу й острівних мілин до глибини 200 м північної акваторії відноситься до індо-західнопацифічної області тропічної зони, а південна — до субтропічної.